# Deutsche Kriegsgräberstätte Dagneux
| Friedhof                                                                      | Friedhof                         |
| ----------------------------------------------------------------------------- | -------------------------------- |
| Deutsche Kriegsgräberstätte Dagneux (Cimetière militaire allemand de Dagneux) |                                  |
| Land:                                                                         | Frankreich                       |
| Region:                                                                       | Ain                              |
| Ort:                                                                          | Dagneux                          |
| Einweihung:                                                                   | 1963, ursprünglich angelegt 1952 |

Die Deutsche Kriegsgräberstätte Dagneux ist ein deutscher Soldatenfriedhof. Er liegt in Dagneux, im Département Ain, in Frankreich etwa 16 Kilometer östlich von Lyon.

## Entstehung
Der Friedhof wurde 1952 durch die französischen Behörden in Betrieb genommen. Auf ihm wurden 1.486 Gefallene und in Kriegsgefangenschaft Verstorbene von Zivilfriedhöfen in Lyon, Aix-les-Bains, Thonon-les-Bains, Bourg-en-Bresse und Béligneux umgebettet. Die Anlage wurde 1958 erweitert und mit 5,4 Hektar in deutsche Obhut übergeben. Danach erfolgten Zubettungen bis zum Sommer 1961 aus den Départements Ain, Allier, Alpes-Maritimes, Ardèche, Ariège, Aude, Aveyron, Basses-Alpes, Bouches-du-Rhône, Cher, Drôme, Gard, Hautes-Alpes, Haute-Garonne, Haute-Loire, Haute-Savoie, Hérault, Isère, Loire, Lozère, Puy-de-Dôme, Pyrénées-Orientales, Rhône, Savoie, Tarn, Var und Vaucluse. Die offizielle Einweihung war aber erst 1963. Am 28. Juli 2013 wurde der 50. Jahrestag der Einweihung feierlich begangen.

## Provenienz der Beigesetzten
Die meisten deutschen Soldaten des Zweiten Weltkriegs, die auf dem Friedhof beigesetzt sind, kamen in Südfrankreich als Folge der Operation Dragoon, das war die Landung der Westalliierten in der Provence mit Code-Name: Anvil Dragoon, bei Rückzugsgefechten ums Leben. Einige der in Dagneux Beigesetzten starben bei der Bataille de Meximieux im benachbarten Meximieux. Der Rückzug führte in die Westalpen bzw. über Dijon ins Elsass.

## Gestaltung

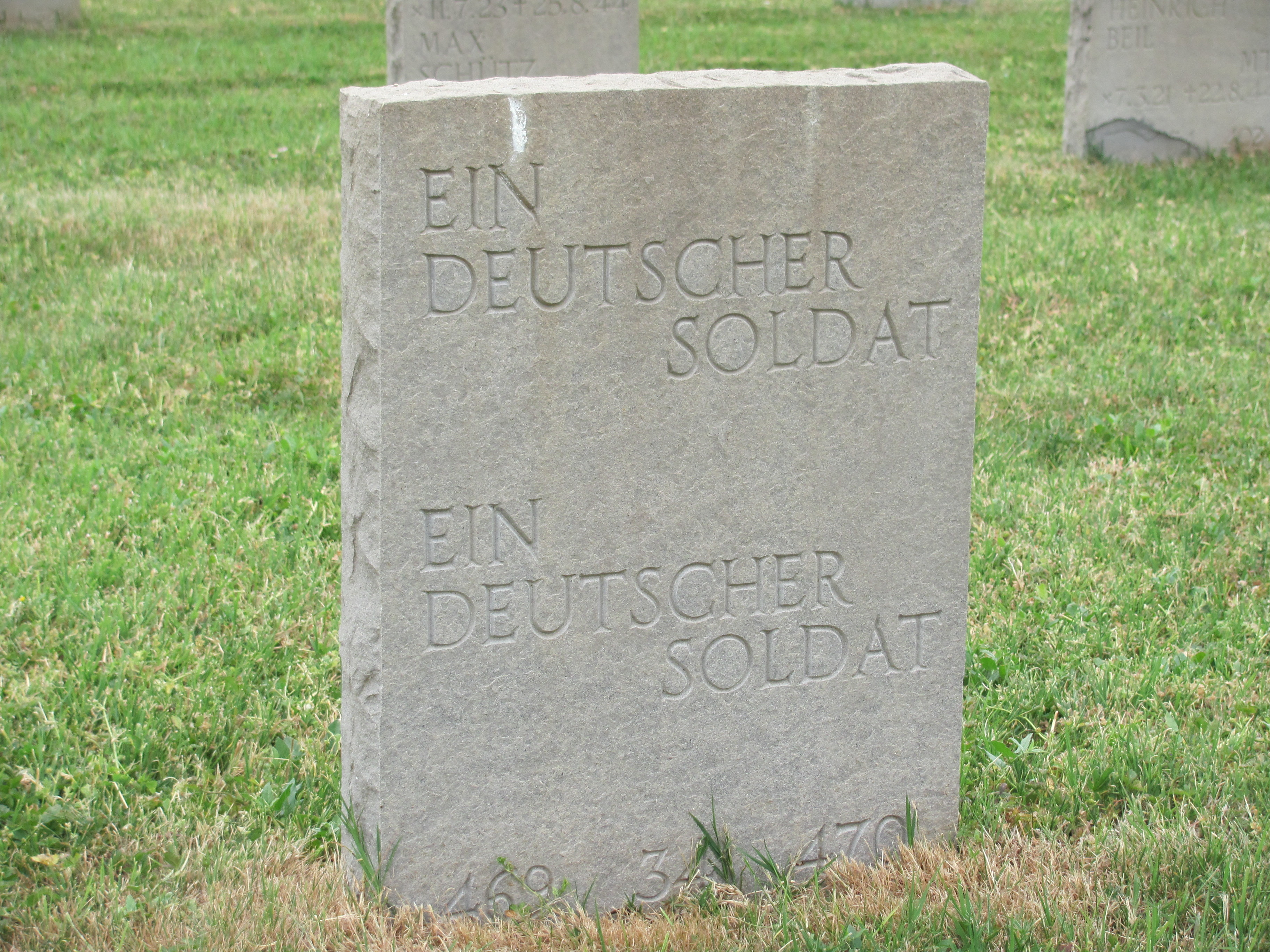
Grab zweier unbekannter Soldaten auf dem Friedhof von Dagneux.

Auf dem Friedhof sind 19.847 deutsche Soldaten beigesetzt, darunter 814 im Beinhaus (Ehrenmal). Von diesen 814 Soldaten sind 355 nicht identifiziert. Die Namen der 481 bekannten deutschen Soldaten, die in der Halle beigesetzt sind, wurden in den Boden des Gebäudes eingraviert. In der Halle befindet sich auch eine Bronze-Skulptur von Nikolaus Röslmeir.
Die Umbettung der Gebeine der deutschen Soldaten wurde 1961 abgeschlossen, und der Friedhof wurde offiziell am 26. Oktober 1963 eingeweiht.

## Veranstaltungen
Im Verlauf des Jahres finden zwei wichtige Veranstaltungen statt:
- Im Juli führt der Volksbund Deutsche Kriegsgräberfürsorge (in Französisch: service pour l’entretien des sépultures militaires allemandes) ein Workcamp für Jugendliche durch.[8][2]
- Im November wird eine Trauerfeier abgehalten.

## Deutsch-französische Freundschaft

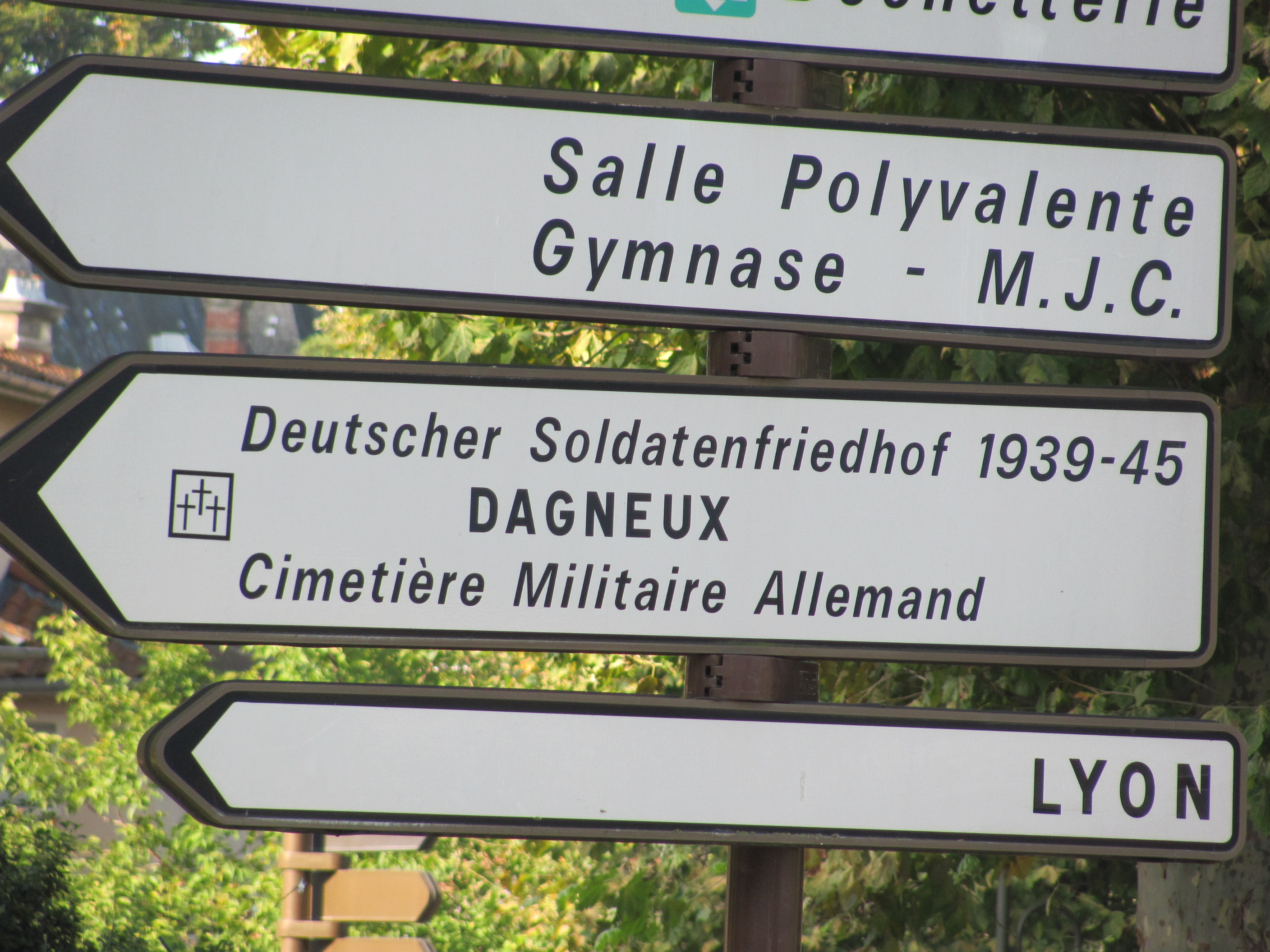
Hinweisschild in Montluel zur Kriegsgräberstätte

Am 28. Juli 2013 wurde der 50. Jahrestag der Einweihung feierlich begangen. Über Jahre hinweg ist der Gedankenaustausch zwischen der Gemeinde Dagneux, der Deutsch-Französischen Jugend und dem Volksbund Deutsche Kriegsgräberfürsorge gewachsen.